# Loisin
Loisin – miejscowość i gmina we Francji, w regionie Owernia-Rodan-Alpy, w departamencie Górna Sabaudia.
Według danych na rok 1990 gminę zamieszkiwało 1071 osób, a gęstość zaludnienia wynosiła 136 osób/km² (wśród 2880 gmin regionu Rodan-Alpy Loisin plasuje się na 739. miejscu pod względem liczby ludności, natomiast pod względem powierzchni na miejscu 1289.).